# NGC 2702
NGC 2702 је појединачна звезда у сазвежђу Хидра која се налази на NGC листи објеката дубоког неба.
Деклинација објекта је - 3° 3' 53" а ректасцензија 8h 55m 54,6s. Привидна величина (магнитуда) објекта NGC 2702 износи 12,0.